# Jack Flynn
Jack Flynn (1875 - không rõ) là một cầu thủ bóng đá người Anh thi đấu ở vị trí tiền đạo cho Walsall, Bristol City, Reading và West Ham United.

## Sự nghiệp bóng đá
Là một cựu cầu thủ của Walsall, Bristol City và Reading, Flynn gia nhập West Ham United năm 1904. Ông ghi bàn trong màn ra mắt ngày 1 tháng 9 năm 1904, trong chiến thắng 3-0 trên sân nhà trước Millwall Athletic. Đây là lần gặp mặt đầu tiên giữa hai kình địch diễn ra ở Boleyn Ground. Trận đấu cuối cùng của ông là vào tháng 2 năm 1905.